# إيمان حميدان
حميدان، إيمان، (و. 1956  م) هي كاتِبة، وروائية، وفنانة لبنانية، ولدت في محافظة جبل لبنان.

## التعليم
تعلمت في الجامعة الأميركية في بيروت، وقامت بالتدريس في برنامج الكتابة الدولي ‏
.

## وصلات خارجية
- إيمان حميدان على موقع IMDb (الإنجليزية)

- إيمان حميدان في قاعدة بيانات الأفلام على الإنترنت